# Luis Arrúa
Luis Arrúa (Santa Clara de Olimar, 14 de setembre de 1988) és un músic i compositor uruguaià.
Va néixer a Santa Clara de Olimar, Departament de Treinta y Tres.
Va aprendre guitarra i va compondre les lletres.
Va formar diversos grups i duos del folklore del seu país. Va gravar el seu primer àlbum l'any 2014, el qual es va titular Mi padre el Alambrador.
S'ha presentat a llocs com el Centre Cultural de La Paloma.

## Discografia
- 2014: Mi padre el Alambrador
- 2015: Gaucho viejo
- 2016: Huella Arachana
- 2021: Opción de vida